# Время в Таджикистане
Время в Республике Таджикистан соответствует UTC+5, переход на летнее время не применяется.
Территория Таджикистана имеет протяжённость по долготе около 8°, что соответствует 32 минутам по времени.

## История
Порядок исчисления времени в Таджикистане в период нахождения в составе СССР устанавливался общесоюзным законодательством. В 1924 году в Таджикистане было установлено поясное время, соответствующее UTC+5. С 1930 года действовало так называемое декретное время, опережающее установленное в 1924 году время на 1 час. С 1981 года была введена процедура перехода на летнее время. Решением республиканских органов власти в Таджикистане эта процедура была отменена в 1990 году. В информационном материале ТАСС о 1990 годе было отмечено:

И всё-таки под напором общественного мнения в минувшем году Белоруссия, Узбекистан, Таджикистан, Азербайджан летнее время не вводили. Молдова и Грузия отказались от декретного времени. Такое же решение принято на Украине, но стрелки часов «на зиму» здесь не переводили.
Официальная отмена декретного времени в Таджикистане, как и почти на всей территории СССР, должна была произойти 31 марта 1991 года. Так как переход на летнее время в Таджикистане был уже отменён, то часы 31 марта надо было перевести на 1 час назад (в отличие от большинства регионов СССР, где часы 31 марта 1991 года или не переводились, или переводились на 1 час вперёд). По некоторым сведениям, декретное время в Таджикистане было отменено 9 сентября 1991 года (в этот день была провозглашена независимость Республики Таджикистан). После этого декретное время в Таджикистане, в отличие, например, от России или Казахстана, не восстанавливалось.

## Изменение времени в Душанбе
| Дата (дд.мм.гггг) | Время перевода часов | Величина изменения | Примечания                                                                             | Действующее время |
| ----------------- | -------------------- | ------------------ | -------------------------------------------------------------------------------------- | ----------------- |
| 02.05.1924        | 00:00                | +00:24:48          | Введение системы часовых поясов на всей территории СССР, постановление                 | UTC+5             |
| 21.06.1930        | 00:00                | +01:00             | Изменение времени на летний период, постановление (условное начало декретного времени) | UTC+6             |
| 01.10.1930        | 00:00                |                    | Продление установленного порядка исчисления времени, постановление                     | UTC+6             |
| 09.02.1931        |                      |                    | Продление порядка исчисления времени «впредь до отмены», постановление                 | UTC+6             |
| 01.04.1981        | 00:00                | +01:00             | Введение летнего времени, постановление                                                | UTC+7             |
| 01.10.1981        | 00:00                | −01:00             | Отмена летнего времени (сезонный перевод часов применялся вплоть до 1989 года)         | UTC+6             |
| 25.03.1990        | 02:00                |                    | Отмена сезонного перевода часов                                                        | UTC+6             |
| 09.09.1991        | 03:00                | −01:00             | Отмена декретного времени                                                              | UTC+5             |

## Полдень в административных центрах
Расхождение действующего официального времени с местным средним солнечным временем определяется отклонением среднего полдня по официальному времени от 12:00. Для сравнения приведены значения среднего полдня в административных центрах в соответствии с их географическими координатами:
12:25 Душанбе

12:25 Бохтар

12:22 Худжанд

12:14 Хорог